# Velkopopovický Kozel
La Velkopopovický Kozel, o semplicemente Kozel (pronuncia: Kozèl), è una birra ceca prodotta dal 1874. Il birrificio originario è situato a Velké Popovice, un villaggio a 25 km a sud-est di Praga. Sulle sue bottiglie e lattine campeggia un caprone, animale il cui nome è appunto in ceco kozel. L'azienda di produzione fu acquisita da SABMiller nel 2002, per poi passare ad Asahi Breweries nel 2016.
La birra Kozel è venduta nel mondo in quasi cinquanta Paesi, arrivando in commercio in Italia nel 2021, prodotta su licenza a Padova da Peroni.

## Storia
I riferimenti storici a un birrificio nel villaggio boemo di Velké Popovice risalgono al XIV secolo, tuttavia l'origine dell'odierna azienda è legata al XIX secolo. Nel 1870, con la Boemia all'epoca appertenente all'Impero austro-ungarico, l'industriale František Ringhoffer acquistò un terreno a Velké Popovice e vi fece edificare un birrificio, completato nel 1874, anno in cui fu prodotta la prima birra. Furono introdotte tecnologie al passo coi tempi e, a cavallo tra il XIX e il XX secolo, la struttura subì un'importante ristrutturazione, con la capacità produttiva che aumentò dai 18 000 ettolitri all'anno iniziali ai 90 000.
Il birrificio non ebbe nuovi stimoli di crescita fino al periodo successivo alla prima guerra mondiale, quando divenne celebre per la produzione di una birra lager scura di tipo detto "Bock" (che in tedesco significa "caprone", tradotto in ceco con kozel).
La seconda guerra mondiale, come nel caso della prima, significò invece una nuova riduzione della produzione del birrificio. Questo fu nazionalizzato durante il periodo del regime comunista della Cecoslovacchia; dopo la Rivoluzione di velluto Kozel tornò ad essere un'azienda privata, come società per azioni, a partire dal 1992. Fu acquisita da Pilsner Urquell (all'epoca afferente a SABMiller) nel 2002 e da Asahi Breweries nel 2016.

## Varietà
- Kozel Premium Lager - Lager chiara dal gusto bilanciato (gradazione alcolica 4,6 % vol.).[5]
- Kozel Lager Dark - Lager scura dal gusto morbido e dalla bassa gradazione alcolica (3,5 % vol.).[6]

## Curiosità
- Nel birrificio di Velké Popovice, che è aperto a tour, è sempre presente la mascotte, il caprone Olda.[7]
- In Corea del Sud la birra Kozel scura viene bevuta con una spolverata di cannella.[1]

## Galleria d'immagini

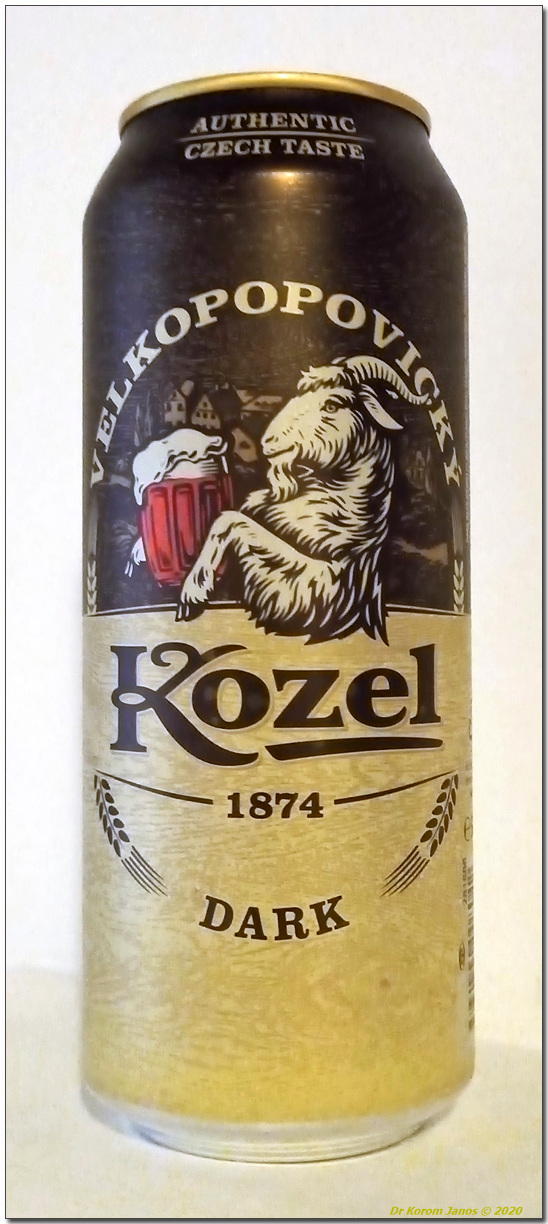
Lattina di birra Kozel scura
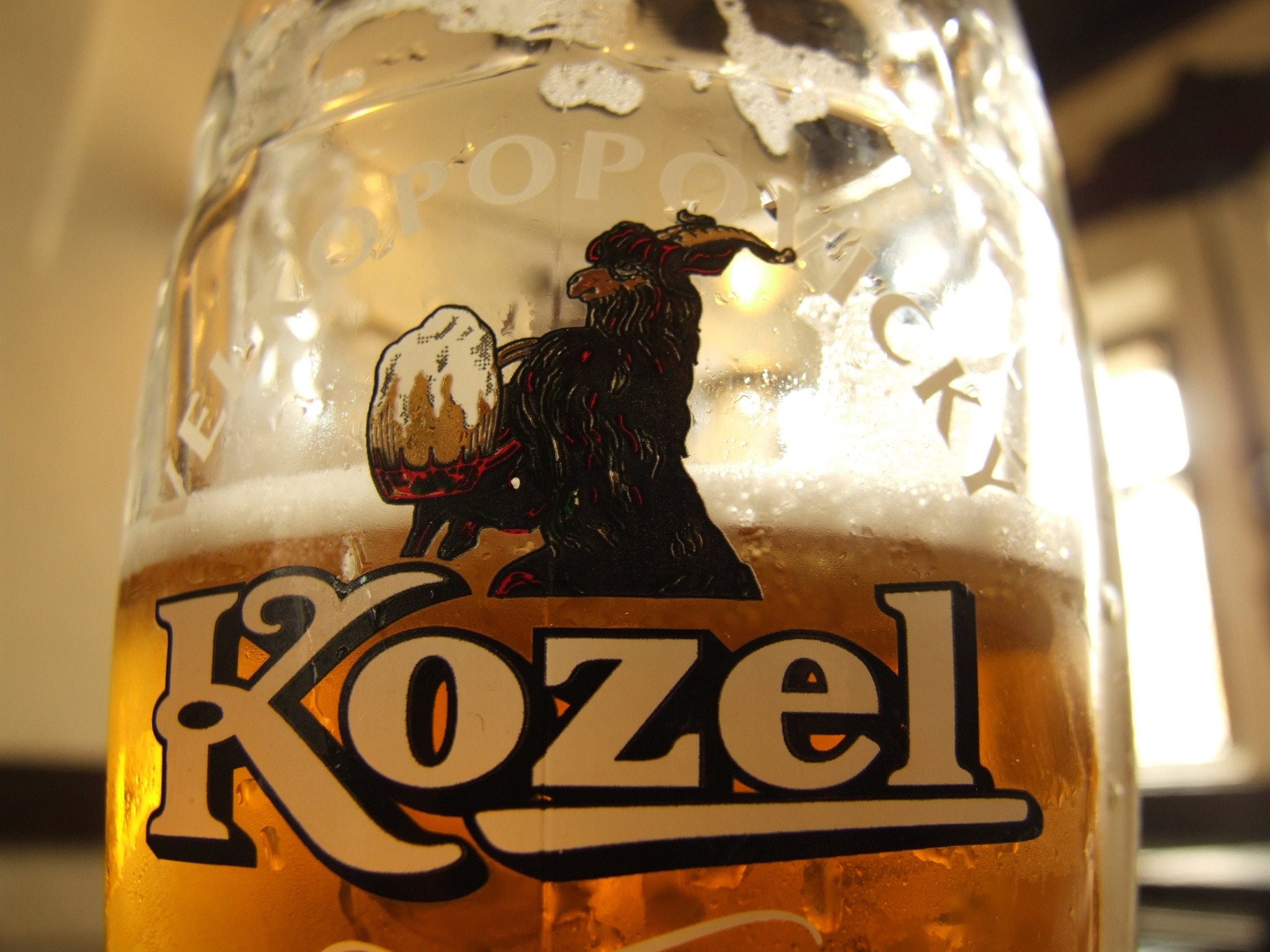
Boccale marchiato Kozel
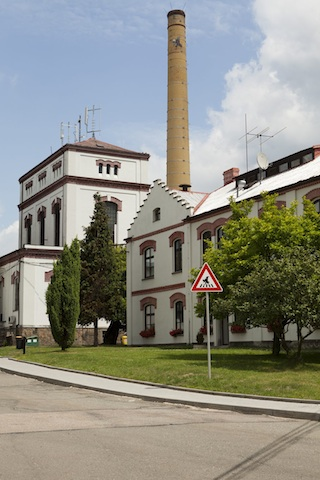
Il birrificio di Velké Popovice
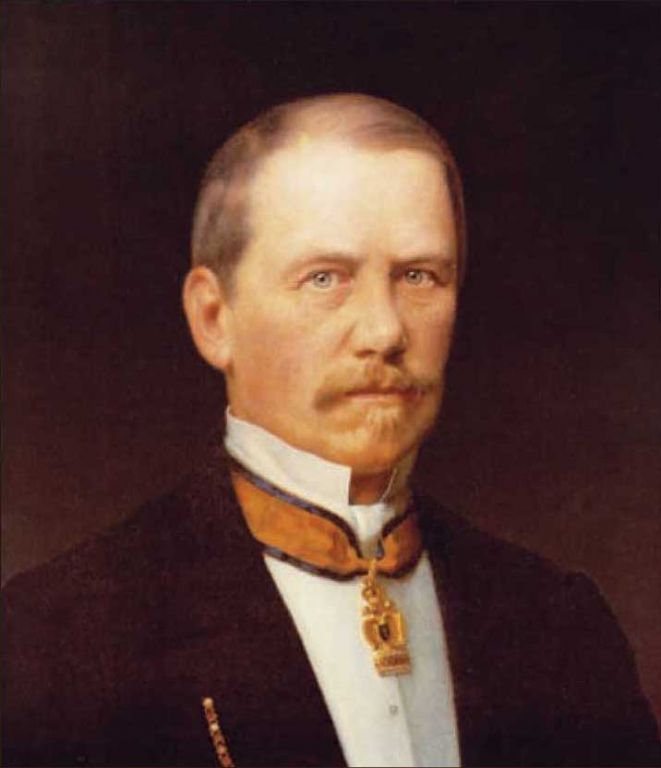
František Ringhoffer, fondatore del birrificio Kozel
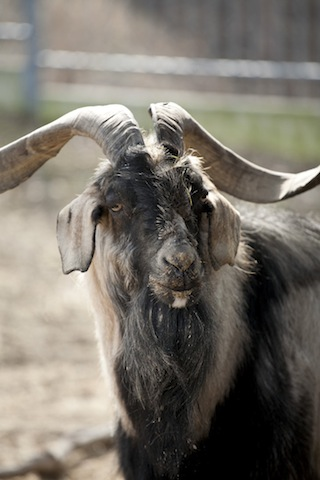
La mascotte di Kozel, Olda